# Zöblitz
Zöblitz is een ortsteil van de grote kreisstadt Marienberg in de Duitse deelstaat Saksen. De in 1323 voor het eerst genoemde plaats was tot 31 december 2012 een zelfstandige stad met vier stadsdelen en ongeveer 3000 inwoners.

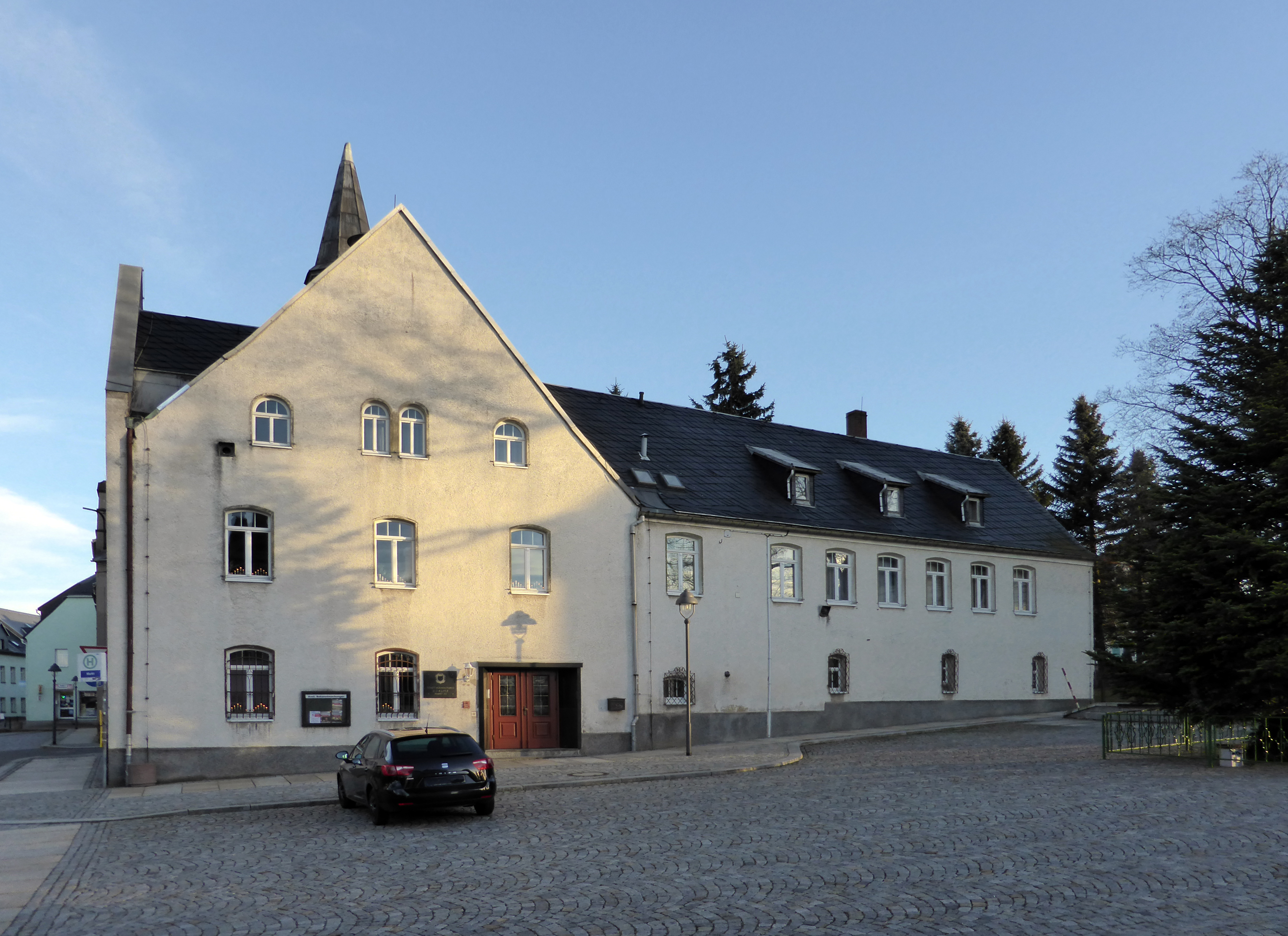
Het raadhuis van Zöblitz